# Museum of Pop Culture
Pour les articles homonymes, voir EMP.

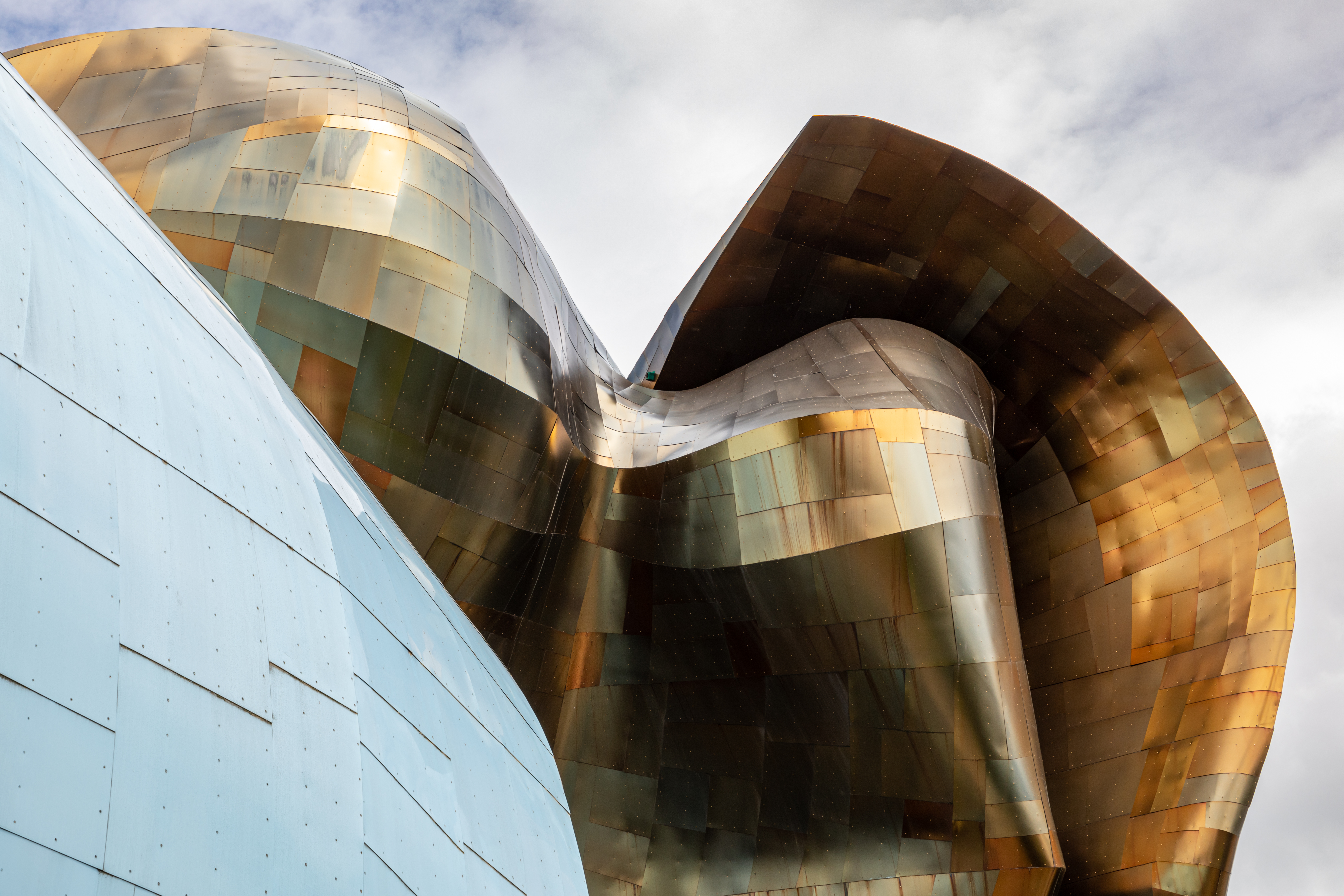
Façade du museum of Pop Culture. Juin 2022.

Le Museum of Pop Culture, ou MoPOP, connu sous le nom d'Experience Music Project | Science Fiction Museum (EMP|SFM) jusqu'en 2016, est un centre culturel, salle de concert, musée interactif du rock 'n' roll, de même qu'un musée de science-fiction, situé au Seattle Center (parc d'activités culturelles de Seattle) aux États-Unis. Il a été conçu par le célèbre architecte Frank Gehry et financé par le milliardaire américain Paul Allen (cofondateur de Microsoft).

## Historique
L'Experience Music Project, est construit en 2000 à côté de la tour Space Needle, et est financé à raison de 240 millions de dollars par le milliardaire américain Paul Allen et sa sœur Jody Allen (mécènes considérés comme les Médicis de Seattle), passionné de musique rock et en particulier d'une de ses légendes, Jimi Hendrix. Hendrix né à Seattle tient une place centrale de ce « Temple du Rock » qui accueille de nombreuses expositions d'art, de photographies, de peintures… Le musée expose 80 000 objets qui couvrent l'histoire du rock avec entre autres des détours par le blues et le hip-hop.
En 2004, pour compenser le manque de recettes, un musée consacré à la science-fiction, le Science Fiction Museum and Hall of Fame, est inauguré dans l'aile Sud du bâtiment. Les deux musées sont alors séparés et ont chacun leur propre billetterie.
À partir de 2007, l'achat d'un seul billet permet la visite de l'ensemble des deux musées.

## Architecture
Pour concevoir ce bâtiment design, de forme « abstraite hors du commun et unique au monde », Frank Gehry s'est inspiré d'une guitare électrique qu'il a décomposée en plusieurs morceaux, en souvenir de Jimi Hendrix qui détruisait ses instruments pendant ses concerts. Il s'est servi de cette base pour la retravailler ensuite avec un logiciel de conception assistée par ordinateur de Dassault Aviation (CAO) CATIA.
La peau de l'édifice est constituée de plus de 4 000 panneaux d'acier inoxydable ou aluminium découpés individuellement (pas deux identiques) et mis en forme par ordinateur, colorés en or et argent dans des bains d'acide chargés électriquement. L'aluminium est peint en rouge et bleu clair, le « Sky Church » est pourpre et le « Madonna Wall » or.

## «Hall of Fame» du Science Fiction Museum
Liste, classée par date d'introduction :
- 1996 : Jack Williamson, A. E. van Vogt, John W. Campbell, Hugo Gernsback
- 1997 : Andre Norton, Arthur C. Clarke, H. G. Wells, Isaac Asimov
- 1998 : Hal Clement, Frederik Pohl, C. L. Moore, Robert A. Heinlein
- 1999 : Ray Bradbury, Robert Silverberg, Jules Verne, Abraham Merritt
- 2000 : Poul Anderson, Gordon R. Dickson, Theodore Sturgeon, Eric Frank Russell
- 2001 : Jack Vance, Ursula K. Le Guin, Alfred Bester, Fritz Leiber
- 2002 : Samuel R. Delany, Michael Moorcock, James Blish, Donald A. Wollheim
- 2003 : Wilson Tucker, Kate Wilhelm, Damon Knight, Edgar Rice Burroughs
- 2004 : Mary Shelley, E. E. Smith, Harry Harrison, Brian Aldiss
- 2005 : Steven Spielberg, Philip K. Dick, Chesley Bonestell, Ray Harryhausen
- 2006 : George Lucas, Frank Herbert, Frank Kelly Freas, Anne McCaffrey
- 2007 : Gene Wolfe, Ridley Scott, Ed Emshwiller, Gene Roddenberry
- 2008 : Ian Ballantine, Betty Ballantine, Rod Serling, William Gibson, Richard M. Powers
- 2009 : Edward L. Ferman, Michael Whelan, Frank R. Paul, Connie Willis
- 2010 : Octavia E. Butler, Richard Matheson, Douglas Trumbull, Roger Zelazny
- 2011 : Vincent Di Fate, Gardner R. Dozois, Harlan Ellison, Jean Giraud
- 2012 : Joe Haldeman, James Tiptree, Jr, James Cameron, Virgil Finlay
- 2013 : J. R. R. Tolkien, David Bowie, H. R. Giger, Judith Merril, Joanna Russ
- 2014 : Frank Frazetta, Hayao Miyazaki, Leigh Brackett, Olaf Stapledon, Stanley Kubrick
- 2015 : James E. Gunn, Georges Méliès, John Schoenherr, Kurt Vonnegut
- 2016 : Terry Pratchett, Douglas Adams, Star Trek; Blade Runner[1]
- 2017 : J. K. Rowling, Stan Lee, The Legend of Zelda; Buffy the Vampire Slayer[2],[3]
- 2018 : Neil Gaiman, Vonda N. McIntyre, Doctor Who, Magic : L'Assemblée
- 2020 : Ted Chiang, D. C. Fontana; Star Wars, Watchmen[4]
- 2021 : Nichelle Nichols, Sigourney Weaver, Godzilla, Le Voyage dans la Lune
- 2023 : John Carpenter, N.K. Jemisin, Dune, The Rocky Horror Picture Show[5]
- 2024 : Nnedi Okorafor, Nicola Griffith, Black Panther, Dragon Ball[6]